# 一条家房
一条 家房（いちじょう いえふさ）は、鎌倉時代中期の公家。関白・一条実経の五男。官位は正二位・非参議。

## 経歴
文永7年（1270年）、一条実経の子として誕生。
正応2年（1289年）12月29日、従三位に叙される。正中2年（1325年）以降の消息は不明。